# Lijst van rijksmonumenten in Stolwijk
De plaats Stolwijk telt 10 inschrijvingen in het rijksmonumentenregister. Hieronder een overzicht.
| Object | Oorspronkelijke functie? | Bouwjaar                                | Architect          | Locatie                 | Coördinaten?                  | Nr.?   | Afbeelding        |
| --- | ------------------------ | --------------------------------------- | ------------------ | ----------------------- | ----------------------------- | ------ | ----------------- |
| Boerderij met woongedeelte onder rieten wolfdak en met vensters met schuiframen en luiken. Hoge deels gemetselde, deels gepotdekselde stal onder rieten wolfdak | Boerderij                | midden 19e eeuw                         |                    | Benedenheulseweg 27     | 51° 57' 17" NB, 4° 43' 31" OL | 34906  | Meer afbeeldingen |
| Gepleisterde hoeve onder een rieten wolfdak. Rechts een opkamer. Vensters met zes-, negen- en vijftienruitsschuiframen. Keldervenster met middenstijl en luikjes. Achter het woonhuis een gepotdekselde houten schuur met zadeldak en een stal met pannen zadeldak. | Boerderij                | waarschijnlijk eerste helft 19e eeuw    |                    | Benedenheulseweg 40     | 51° 57' 31" NB, 4° 44' 1" OL  | 34907  | Meer afbeeldingen |
| Goed bewaarde boerderij van het hallehuistype met rieten dak | Boerderij                | 18e eeuw                                |                    | Benedenkerkseweg 110    | 51° 57' 60" NB, 4° 45' 7" OL  | 34908  | Meer afbeeldingen |
| Boerderij onder rieten zadeldak met wolfeind aan de voorzijde, opgetrokken in baksteen, rondom zwartgeverfde gecementeerde plint | Boerderij                | 18e eeuw                                |                    | Beijerscheweg 75        | 51° 58' 52" NB, 4° 43' 36" OL | 34909  | Meer afbeeldingen |
| Hoeve "Werkt en Wacht", boerderij onder rieten wolfdak. In de linker zijgevel zijkamer met twee vensters met luiken en 6-ruitsramen onder opgewipt gedeelte van het dak                                                                                             | Boerderij                | begin 19e eeuw                          |                    | Bovenkerkseweg 51       | 51° 58' 28" NB, 4° 47' 1" OL  | 34910  | Meer afbeeldingen |
| Kempische toren, rijk gedetailleerde twee geledingen en een ingesnoerde achtzijdige naaldspits | Kerk en kerkonderdeel    | 1947-1948 (kerk) vroeg 16e eeuw (toren) | G. en T. Hoogevest | Achter de Kerk 3        | 51° 58' 18" NB, 4° 46' 15" OL | 34911  | Meer afbeeldingen |
| Witgepleisterde boerderij met dwars woongedeelte onder rieten zadeldak, waarop een schoorsteen met ijzeren sierbekroning en bazuinengel | Boerderij                | 18e eeuw                                |                    | Schoonouwenseweg 2      | 51° 57' 40" NB, 4° 46' 43" OL | 34912  | Meer afbeeldingen |
| IJzeren ophaalbrug, genaamd Beijersche brug, toegang tot de buurtschap "het Beijersche" | Brug                     | 1888                                    |                    | Beijerscheweg bij 1     | 51° 59' 26" NB, 4° 44' 58" OL | 501156 | Meer afbeeldingen |
| Verkeersbrug, zuidelijk, ensemble van twee ophaalbruggen van het Hollandse-type | Brug                     | 1888                                    |                    | Benedenkerkseweg bij 41 | 51° 58' 18" NB, 4° 46' 4" OL  | 512487 | Meer afbeeldingen |
| Verkeersbrug, noordelijk, ensemble van twee ophaalbruggen van het Hollandse-type | Brug                     | 1888                                    |                    | Benedenkerkseweg bij 41 | 51° 58' 18" NB, 4° 46' 4" OL  | 512488 | Meer afbeeldingen |